# Bahnhof Nierstein
Der Bahnhof Nierstein ist der Bahnhof der rheinhessischen Stadt Nierstein an der Bahnstrecke Mainz–Mannheim. Der zweigleisige Bahnhof liegt in Rheinufernähe und wird vom Bahnhofsmanagement Mainz verwaltet.

## Geschichte
Die Hessische Ludwigsbahn eröffnete den Streckenabschnitt Mainz–Oppenheim der damals noch eingleisigen Bahnstrecke Mainz–Mannheim und damit auch den Bahnhof Nierstein am 23. März 1853.
Zum 1. November 1900 wurde die im Volksmund „Valtinche“ genannte Nebenbahn nach Undenheim-Köngernheim ins rheinhessische Hinterland eröffnet. Hierdurch wurde der Bahnhof Nierstein zum Trennungsbahnhof. Gleichzeitig mit der Eröffnung der Nebenbahn wurde eine vom Bahnhof Nierstein zum Rheinufer führende Hafenbahn eröffnet. Nach der Aufgabe des Personenverkehrs auf der Strecke nach Undenheim-Köngernheim 1951 wurde sie bereits 1960 komplett abgebaut. Auch von der inzwischen stillgelegten Hafenbahn sind heute noch einzelne Gleisreste vorhanden.
Zum 16. Oktober 1957 wurde ein neues Relaisstellwerk der Bauart „Dr S 2“ in Betrieb genommen.
Zum 1. April 1971 wurde der Bahnhof – bis dahin eine Nebendienststelle des Bahnhofs Oppenheim – dem Bahnhof Oppenheim voll angegliedert.
2014 wurde im Zuge der zweiten Ausbaustufe der S-Bahn RheinNeckar und der Eingliederung der Strecke Mainz–Ludwigshafen in das S-Bahn-Netz mit der Modernisierung des Bahnhofs Nierstein begonnen. Hierbei wurden die beiden Außenbahnsteige auf die bei den von der S-Bahn RheinNeckar eingesetzten Fahrzeugen übliche Höhe von 76 Zentimeter angehoben und die Zugänge komplett barrierefrei gestaltet. Seitdem ist der Einstieg in die S-Bahnen mit Rollstuhl und Kinderwagen problemlos möglich. Alle Umbaumaßnahmen für die S-Bahn RheinNeckar wurden Ende 2015 abgeschlossen.
Zum turnusgemäßen Sommer-Fahrplanwechsel am 10. Juni 2018 wurde die neue Linie S 6 der S-Bahn RheinNeckar in Betrieb genommen. Diese Linie ersetzte die bislang im S-Bahn-Vorlaufbetrieb verkehrende Regionalbahn-Linie RB 44.
Am Morgen des 17. Dezember 2018 wurde im benachbarten Bahnhof Oppenheim ein neues elektronisches Stellwerk errichtet, das seitdem die freien Strecken und Bahnhöfe zwischen den Bahnhöfen Mainz-Weisenau Gbf und Guntersblum steuert.

## Anlagen
Südlich der Bahnsteige ist ein Ausweichgleis vorhanden.

## Empfangsgebäude
Das Empfangsgebäude von Nierstein entsprach dem standardisierten Typenbau, den Ignaz Opfermann in den meisten Bahnhöfen entlang der Strecke errichten ließ. Es wurde später erheblich erweitert und umgebaut. Anlass könnte der Anschluss der Bahnstrecke Nierstein–Undenheim-Köngernheim gewesen sein. Heute dient das Empfangsgebäude nicht mehr dem Bahnbetrieb.

## Zugbetrieb

### Regionalverkehr
Am Niersteiner Bahnhof halten vereinzelt – vor allem in den werktäglichen Hauptverkehrszeiten – Regional-Express-Züge von und nach Mainz/Frankfurt sowie Mannheim/Karlsruhe. Ebenfalls halten einzelne Züge der Linie RB33 in Nierstein, welche zwischen Worms und Bad Kreuznach bzw. einmal morgens bis nach Baumholder verkehren.
| Linie                    | Strecke | Takt          |
| ------------------------ | --- | ------------- |
| RE 14                    | Frankfurt (Main) – Hochheim (Main) – Mainz – Nierstein – Worms – Frankenthal (Pfalz) – Ludwigshafen Mitte – Mannheim | einzelne Züge |
| RB 33                    | (Baumholder – Idar-Oberstein – Kirn –) Bad Kreuznach – Gau-Algesheim – Mainz – Nierstein – Worms                     | einzelne Züge |
| Stand: 10. Dezember 2023 | |               |

### S-Bahn RheinNeckar
Bis zum 9. Juni 2018 hielten hier vor allem Regionalbahnen der Relation Mainz–Mannheim(–Bensheim). Die meisten Regionalbahnen fuhren von Montag bis Freitag im Halbstundentakt und am Wochenende im Stundentakt. Zum 10. Juni 2018 wurden die Regionalbahnen der Linie RB 44 durch die S-Bahn-Linie S6 der S-Bahn RheinNeckar ersetzt. Dabei wird an allen Unterwegsbahnhöfen der Bahnstrecke Mainz–Mannheim gehalten.
| Linie                    | Strecke | Takt           |
| ------------------------ | --- | -------------- |
| S 6                      | Mainz – Nierstein – Oppenheim – Worms – Frankenthal (Pfalz) – Ludwigshafen (Rhein) – Mannheim (– Neu-Edingen/Friedrichsfeld – Weinheim (Bergstr) – Bensheim) | 30 min, 60 min |
| Stand: 10. Dezember 2023 | |                |

### Busverkehr
Direkt vor dem ehemaligen Empfangsgebäude des Bahnhofs Nierstein befindet sich eine Bushaltestelle. Von hier aus verkehrt die Linie 652 der ORN Omnibusverkehr Rhein-Nahe GmbH (ORN) zwischen Mainz, Nieder-Olm, Sörgenloch, Hahnheim, Köngernheim, Undenheim, Dexheim, Nierstein und Oppenheim.

### Anschluss an den übrigen ÖPNV
Ebenfalls befinden sich am Bahnhof Nierstein in Taxistand sowie ein kleiner P+R-Parkplatz mit zehn Stellplätzen für PKW.
Über einen längeren Fußweg von knapp 20 bis 30 Minuten oder eine Haltestelle mit dem Bus besteht darüber hinaus am Rheinufer Anschluss an eine Fährverbindung zum hessischen Kornsand, Teil der Großgemeinde Trebur, mit der Rheinfähre Landskrone.